# 民権県
民権県（みんけん-けん）は中華人民共和国河南省商丘市に位置する県。
県内に19世紀までの黄河の残存部からなる貯水池の林七水庫があり、アカハジロ、コウノトリ、ホウロクシギなどの生息地となっている。2020年にラムサール条約登録地となった。

## 行政区画
- 街道:緑洲街道、南華街道
- 鎮:人和鎮、竜塘鎮、北関鎮、程荘鎮、王荘寨鎮、孫六鎮、白雲寺鎮、王橋鎮、荘子鎮、双塔鎮、野崗鎮
- 郷:花園郷、林七郷、褚廟郷、老顔集郷
- 民族郷:伯党回族郷、胡集回族郷